# Izumi Masaki
Izumi Masaki (泉 正樹 (Tuyền Chính Thụ)) sinh ngày 11 tháng 1, 1961 (Chiêu Hòa thứ 39) tại khu Nerima, TP Tokyo là một kỳ thủ shogi chuyên nghiệp đạt cấp độ Bát đẳng người Nhật Bản.

## Sự nghiệp
Vào năm 1978, trong khi đang là thành viên của Trường đào tạo kì thủ với xếp hạng Nhị đẳng, Izumi đã giành hạng nhì Nhược Câu Chiến lần thứ 1 - giải đấu dành cho các kì thủ mới và các thành viên Trường đào tạo kì thủ từ Sơ đẳng đến Tam đẳng.
Vào năm 1980, Izumi được thăng lên Tứ đẳng, đồng thời là một phần của "Nhóm năm 55" (nhóm các kì thủ được thăng lên Tứ đẳng vào năm Chiêu Hòa thứ 55 - 1980).
Tại hạng C2 Thuận Vị Chiến kì 46 (năm 1987), cùng với Habu Yoshiharu Tứ đẳng, Izumi đã toàn thắng 10 ván của mình và cùng với Habu thăng lên hạng C1.
Vào ngày 3 tháng 6 năm 1999, tại Giải vô địch Shogi Nhanh, Izumi đã bị xử thua do phạm lỗi chiếu lặp lại trước Kawakami Takeshi Tứ đẳng.
Vào ngày 4 tháng 7 năm 2013, tại Vòng Trụ tổ của tổ 5 Long Vương Chiến kì 26, với chiến thắng trước Okazaki Hiroshi Lục đẳng, Izumi đã đạt đủ điều kiện để thăng lên Bát đẳng (8-dan).
Sau đó, vào ngày 4 tháng 10 năm 2017, ở vòng loại Vương Vị Chiến kì 59, với chiến thắng trước Kinoshita Kōichi Thất đẳng, anh đã đạt được 600 trận thắng chính thức, đồng thời nhận được Giải thưởng Vinh dự Shogi.
Tại hạng C1 Thuận Vị Chiến kì 77 (năm 2018), với thành tích 3 thắng - 7 thua, Izumi đã phải nhận điểm giáng tổ thứ 2 và bị giáng xuống hạng C2. Anh đã lựa chọn tự nguyện xuống Free Class và rời khỏi hệ thống Thuận Vị Chiến.

## Đời tư và phong cách thi đấu
- Khi còn nhỏ, nhà của Izumi ở gần studio Oizumi của hãng phim Tōei, do đó nên Izumi đã xuất hiện trong một số phim kĩ xảo của hãng.
- Anh tự gọi mình là "quái thú" và lối tấn công của mình là "phong cách quái thú". Izumi đã viết một số sách về đề tài này (xem bên dưới).
- Izumi là một người yêu chó. Trước đây, trên tạp chí Kindai Shōgi, mỗi số sẽ có một bài của Izumi với ảnh của chú chó Eru-chan của anh và về lối sống của bản thân.
- Kể từ khi rời khỏi hệ thống Thuận Vị Chiến, từ mùa giải 2019, trên tạp chí Shōgi Sekai, anh đã viết một loạt bài có tên "Sengoku Jun'i-sen" (Chiến quốc Thuận Vị chiến). Trong mỗi số anh vẫn nhắc đến Eruko-chan mà anh coi là tái sinh của Eru-chan.
- Anh bị chẩn đoán mắc thất điều gai-tiểu não vào cuối năm 2020, và anh cũng đã nhắc tới nó trong số tháng 4 năm 2021 trong loạt bài của mình trên tạp chí Shōgi Sekai. Vì bệnh tình nên trong tất cả các ván đấu từ tháng 1 năm 2021 của anh, Izumi đều phải ngồi ghế. Vào ngày 29 tháng 7 năm 2021, trong ván đấu tại vòng loại Duệ Vương Chiến kì 8 trước Hirose Akihito Bát đẳng, anh không thể thi đấu được do sức khỏe không tốt và đã bị xử thua.[5]

## Lịch sử thăng cấp
| Ngày thăng cấp                     | Đẳng cấp          | Ghi chú                                                |
| ---------------------------------- | ----------------- | ------------------------------------------------------ |
| 1973 (12-13 tuổi)                  | Lục cấp (6-kyu)   | Gia nhập Trường Đào tạo                                |
| 1977 (15-16 tuổi)                  | Sơ đẳng (1-dan)   |                                                        |
| 20 tháng 8, 1980 (19 tuổi 7 tháng) | Tứ đẳng (4-dan)   |                                                        |
| 26 tháng 4, 1985 (24 tuổi 7 tháng) | Ngũ đẳng (5-dan)  | Thắng 50 ván chính thức kể từ khi thăng lên Tứ đẳng    |
| 23 tháng 6, 1989 (28 tuổi 9 tháng) | Lục đẳng (6-dan)  | Thắng 120 ván chính thức kể từ khi thăng lên Ngũ đẳng  |
| 9 tháng 10, 1997 (36 tuổi 8 tháng) | Thất đẳng (7-dan) | Thắng 150 ván chính thức kể từ khi thăng lên Lục đẳng  |
| 4 tháng 7, 2013 (52 tuổi 5 tháng)  | Bát đẳng (8-dan)  | Thắng 190 ván chính thức kể từ khi thăng lên Thất đẳng |

## Thành tích chính

### Thăng/giáng hạng/tổ
Chi tiết về hạng/tổ của kỳ thủ vui lòng xem các bài Thuận Vị Chiến và Long Vương Chiến.
| Mùa giải | Thuận Vị Chiến | Thuận Vị Chiến | Thuận Vị Chiến | Thuận Vị Chiến | Thuận Vị Chiến | Thuận Vị Chiến | Thuận Vị Chiến | Thuận Vị Chiến | Long Vương Chiến | Long Vương Chiến | Long Vương Chiến | Long Vương Chiến | Long Vương Chiến | Long Vương Chiến | Long Vương Chiến | Long Vương Chiến |
| Mùa giải | Kỳ             | Danh Nhân      | Hạng A         | Hạng B         | Hạng B         | Hạng C         | Hạng C         | FC             | Kỳ               | Long Vương       | Tổ 1             | Tổ 2             | Tổ 3             | Tổ 4             | Tổ 5             | Tổ 6             |
| Mùa giải | Kỳ             | Danh Nhân      | Hạng A         | Tổ 1           | Tổ 2           | Tổ 1           | Tổ 2           | FC             | Kỳ               | Long Vương       | Tổ 1             | Tổ 2             | Tổ 3             | Tổ 4             | Tổ 5             | Tổ 6             |
| --- | -------------- | -------------- | -------------- | -------------- | -------------- | -------------- | -------------- | -------------- | ---------------- | ---------------- | ---------------- | ---------------- | ---------------- | ---------------- | ---------------- | ---------------- |
| 1981 | 40             |                |                |                |                |                | C226           |                |                  |                  |                  |                  |                  |                  |                  |                  |
| 1982 | 41             |                |                |                |                |                | C225           |                |                  |                  |                  |                  |                  |                  |                  |                  |
| 1983 | 42             |                |                |                |                |                | C221           |                |                  |                  |                  |                  |                  |                  |                  |                  |
| 1984 | 43             |                |                |                |                |                | C209           |                |                  |                  |                  |                  |                  |                  |                  |                  |
| 1985 | 44             |                |                |                |                |                | C203           |                |                  |                  |                  |                  |                  |                  |                  |                  |
| 1986 | 45             |                |                |                |                |                | C203           |                |                  |                  |                  |                  |                  |                  |                  |                  |
| 1987 | 46             |                |                |                |                |                | C208           |                | 1                |                  |                  |                  |                  | Tổ 4             |                  |                  |
| 1988 | 47             |                |                |                |                | C120           |                |                | 2                |                  |                  |                  |                  | Tổ 4             |                  |                  |
| 1989 | 48             |                |                |                |                | C103           |                |                | 3                |                  |                  |                  |                  | Tổ 4             |                  |                  |
| 1990 | 49             |                |                |                |                | C104           |                |                | 4                |                  |                  |                  |                  | Tổ 4             |                  |                  |
| 1991 | 50             |                |                |                |                | C106           |                |                | 5                |                  |                  |                  |                  | Tổ 4             |                  |                  |
| 1992 | 51             |                |                |                |                | C105           |                |                | 6                |                  |                  |                  | Tổ 3             |                  |                  |                  |
| 1993 | 52             |                |                |                | B220           |                |                |                | 7                |                  |                  |                  | Tổ 3             |                  |                  |                  |
| 1994 | 53             |                |                |                | B215           |                |                |                | 8                |                  |                  |                  | Tổ 3             |                  |                  |                  |
| 1995 | 54             |                |                |                | B222           |                |                |                | 9                |                  |                  |                  | Tổ 3             |                  |                  |                  |
| 1996 | 55             |                |                |                | B207           |                |                |                | 10               |                  |                  |                  |                  | Tổ 4             |                  |                  |
| 1997 | 56             |                |                |                | B218           |                |                |                | 11               |                  |                  |                  |                  | Tổ 4             |                  |                  |
| 1998 | 57             |                |                |                | B215           |                |                |                | 12               |                  |                  |                  |                  |                  | Tổ 5             |                  |
| 1999 | 58             |                |                |                | B212           |                |                |                | 13               |                  |                  |                  |                  |                  | Tổ 5             |                  |
| 2000 | 59             |                |                |                | B208           |                |                |                | 14               |                  |                  |                  |                  |                  | Tổ 5             |                  |
| 2001 | 60             |                |                |                | B211           |                |                |                | 15               |                  |                  |                  |                  |                  | Tổ 5             |                  |
| 2002 | 61             |                |                |                | B210           |                |                |                | 16               |                  |                  |                  |                  |                  | Tổ 5             |                  |
| 2003 | 62             |                |                |                | B206           |                |                |                | 17               |                  |                  |                  |                  |                  | Tổ 5             |                  |
| 2004 | 63             |                |                |                | B203           |                |                |                | 18               |                  |                  |                  |                  |                  | Tổ 5             |                  |
| 2005 | 64             |                |                |                | B207           |                |                |                | 19               |                  |                  |                  |                  |                  | Tổ 5             |                  |
| 2006 | 65             |                |                |                | B213           |                |                |                | 20               |                  |                  |                  |                  |                  | Tổ 5             |                  |
| 2007 | 66             |                |                |                | B216           |                |                |                | 21               |                  |                  |                  |                  |                  | Tổ 5             |                  |
| 2008 | 67             |                |                |                | B210           |                |                |                | 22               |                  |                  |                  |                  |                  | Tổ 5             |                  |
| 2009 | 68             |                |                |                | B213           |                |                |                | 23               |                  |                  |                  |                  |                  | Tổ 5             |                  |
| 2010 | 69             |                |                |                | B216           |                |                |                | 24               |                  |                  |                  |                  |                  | Tổ 5             |                  |
| 2011 | 70             |                |                |                | B218           |                |                |                | 25               |                  |                  |                  |                  |                  | Tổ 5             |                  |
| 2012 | 71             |                |                |                | B217           |                |                |                | 26               |                  |                  |                  |                  |                  | Tổ 5             |                  |
| 2013 | 72             |                |                |                | B225           |                |                |                | 27               |                  |                  |                  |                  |                  | Tổ 5             |                  |
| 2014 | 73             |                |                |                | B214           |                |                |                | 28               |                  |                  |                  |                  |                  | Tổ 5             |                  |
| 2015 | 74             |                |                |                |                | C101           |                |                | 29               |                  |                  |                  |                  |                  | Tổ 5             |                  |
| 2016 | 75             |                |                |                |                | C129           |                |                | 30               |                  |                  |                  |                  |                  | Tổ 5             |                  |
| 2017 | 76             |                |                |                |                | C135           |                |                | 31               |                  |                  |                  |                  |                  |                  | Tổ 6             |
| 2018 | 77             |                |                |                |                | C126           |                |                | 32               |                  |                  |                  |                  |                  |                  | Tổ 6             |
| 2019 | 78             |                |                |                |                |                |                | FT             | 33               |                  |                  |                  |                  |                  |                  | Tổ 6             |
| 2020 | 79             |                |                |                |                |                |                | FT             | 34               |                  |                  |                  |                  |                  |                  | Tổ 6             |
| 2021 | 80             |                |                |                |                |                |                | FT             | 35               |                  |                  |                  |                  |                  |                  | Tổ 6             |
| 2022 | 81             |                |                |                |                |                |                | FT             | 36               |                  |                  |                  |                  |                  |                  | Tổ 6             |
| 2023 | 82             |                |                |                |                |                |                | FT             | 37               |                  |                  |                  |                  |                  |                  | Tổ 6             |
| Ô đóng khung biểu thị năm trở thành khiêu chiến giả.Chỉ số dưới ở Thuận Vị Chiến biểu thị thứ hạng Thuận Vị vào đầu mùa giải ở hạng đó (x là điểm giáng tổ trong kỳ đó, * là điểm giáng tổ tích luỹ, + là điểm giáng tổ được xoá)FC: Free Class (FX: xếp vào Free Class, FT: tự nguyện xuống Free Class).Chữ in đậm ở Long Vương Chiến biểu thị giành chiến thắng tổ trong Vòng Xếp hạng; Tên tổ(kèm chú thích dưới) biểu thị người chưa phải kỳ thủ chuyên nghiệp tham gia thi đấu. |                |                |                |                |                |                |                |                |                  |                  |                  |                  |                  |                  |                  |                  |

## Sách đã xuất bản
- Ai-gakari Gaido 2 相掛かりガイド (tháng 6 năm 1991, Mainichi Communications, ISBN 4-89563-548-1)
- Yajū-ryū semeru Yagura 野獣流攻める矢倉 (tháng 10 năm 2008, Mainichi Communications, ISBN 4-83993-001-5)
- Yajū-ryū semeru Migi-shiken 野獣流攻める右四間 (tháng 5 năm 2009, Mainichi Communications, ISBN 4-83993-204-2)